# Wilhelm Neubronner

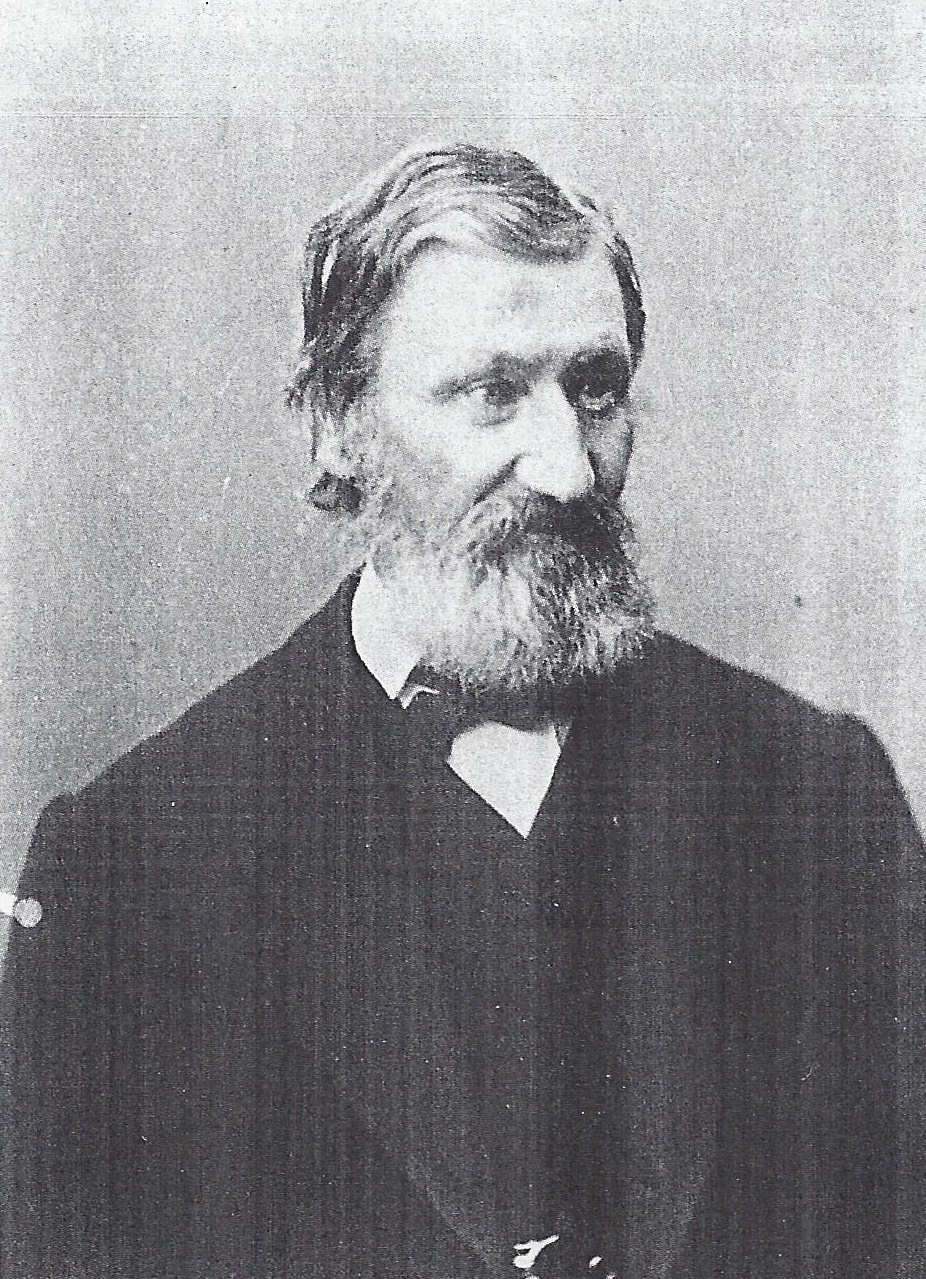
Wilhelm Georg Neubronner

Wilhelm Neubronner (* 18. August 1813 in Kronberg im Taunus; † 21. Februar 1894 ebenda) war ein deutscher Apotheker und Politiker.

## Leben
Neubronner besuchte das Gymnasium Wiesbaden und studierte Pharmazie an der Ruprecht-Karls-Universität Heidelberg. 1833 wurde er im Corps Hassia (II) Heidelberg aktiv. Danach war er an der Hofapotheke Kronberg tätig. Gemäß dem Medizinaledikt von 1818 wurde er zum Amtsapotheker ernannt und war damit für die Arzneimittelversorgung im Amt Königstein zuständig.
In der Deutschen Revolution 1848/49 war er Major der Bürgerwehr in Kronbach. Er erfand die Brieftauben-Rezept-Post und war Mitbegründer der Volksbank Kronberg. Otto von Bismarck war häufiger Jagdgast im Taunus. 
Von 1867 bis 1871 war Neubronner Abgeordneter der Nationalliberalen Partei im  Reichstag des Norddeutschen Bundes für den Wahlkreis Regierungsbezirk Wiesbaden 1 (Obertaunus, Höchst, Usingen). In dieser Eigenschaft war er auch Mitglied des von 1868 bis 1870 tagenden Zollparlaments.
Er war verheiratet mit Eugenie Dorothea Albertine geb. Loewe (* 11. Oktober 1819 in Leipzig; † 16. Mai 1886 in Kronberg). Die gemeinsame Tochter Sophie Johanna heiratete den Hachenburger Amtsapotheker und Abgeordneten Wilhelm Mergler.